# Dichelachne
Dichelachne es un género de plantas herbáceas de la familia de las poáceas. Es originario de Australia, Nueva Zelanda, Nueva Guinea, Timor Oriental y el Pacífico. Comprende 25 especies descritas y de estas, solo 7 aceptadas.

## Taxonomía
El género fue descrito por Stephan Ladislaus Endlicher y publicado en Prodromus Florae Norfolkicae 20. 1833. La especie tipo es: Dichelachne montana Endl. 
Etimología
Dichelachne; nombre genérico que deriva del griego dichelos (pezuña), y achne (paja, escala), en referencia a sus lemmas bilobulados.
Citología
Número de la base del cromosoma, x = 7. 2n = 70. 10 ploid.

## Especies aceptadas
A continuación se brinda un listado de las especies del género Dichelachne aceptadas hasta julio de 2011, ordenadas alfabéticamente. Para cada una se indica el nombre binomial seguido del autor, abreviado según las convenciones y usos. 
- Dichelachne crinita (L.f.) Hook.f.
- Dichelachne hirtella N.G.Walsh
- Dichelachne inaequiglumis (Hack. ex Cheeseman) Edgar & Connor
- Dichelachne lautumia Edgar & Connor
- Dichelachne micrantha (Cav.) Domin
- Dichelachne parva B.K.Simon
- Dichelachne rara (R.Br.) Vickery